# 法国国旗

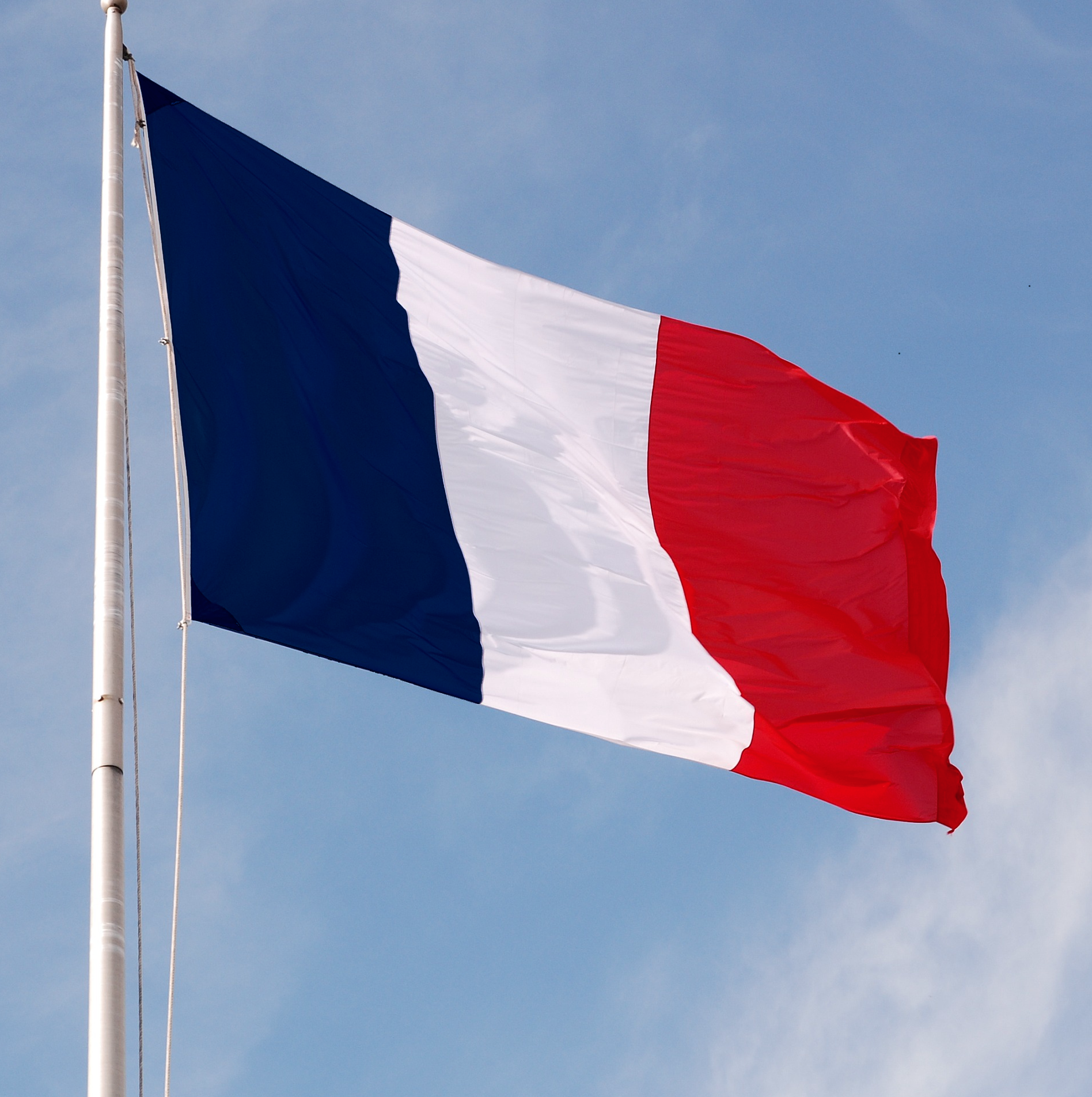
飄揚的法國國旗

法國國旗是一面從左至右藍、白、紅色垂直排列的三色旗。法國人稱之為：
- （「三色旗」）
- （藍白紅旗）
- （法國國旗）

## 簡介

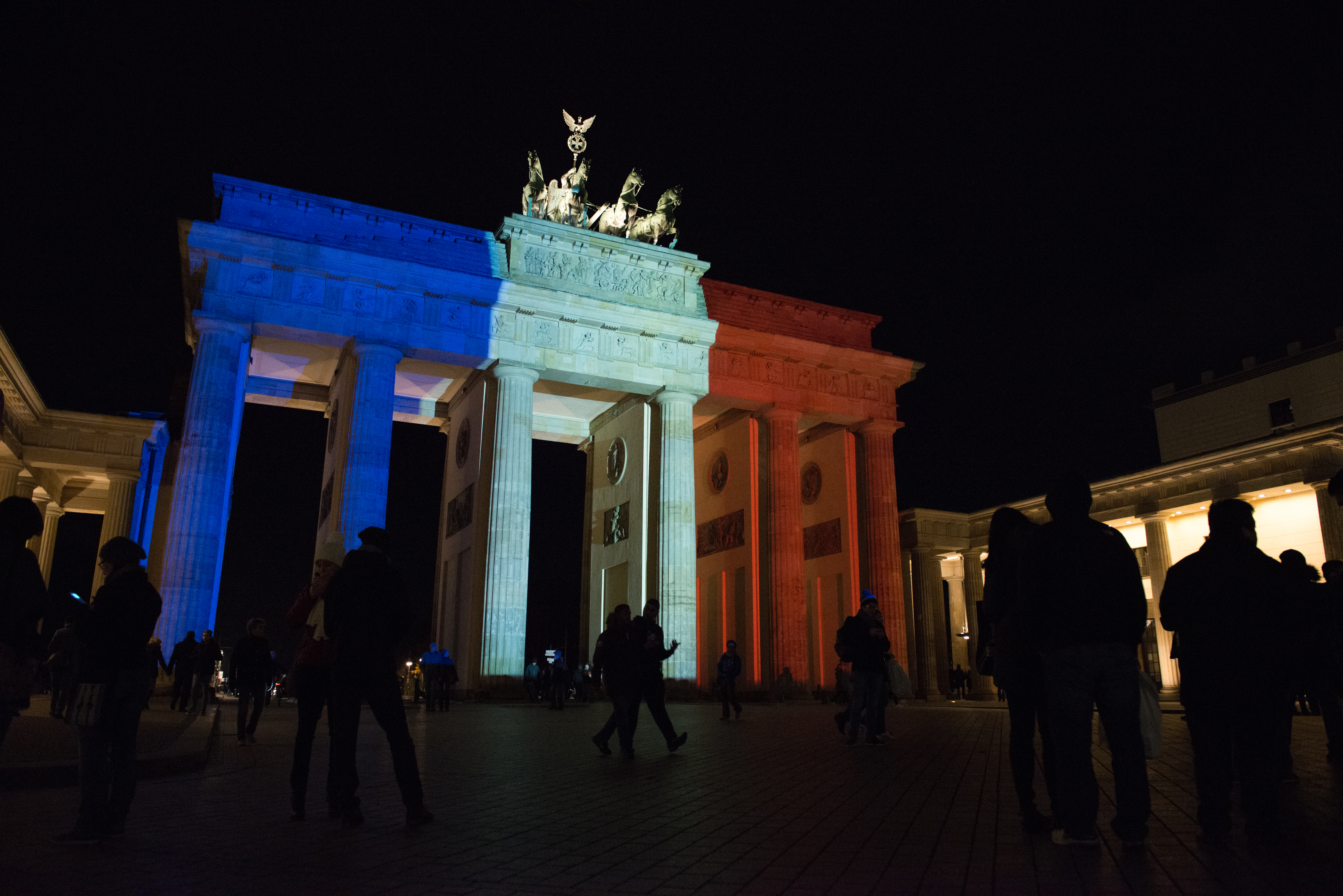
位於柏林的布蘭登堡門在2015年11月巴黎襲擊案後亮法國國旗的顏色

法國的國旗以三色旗（Tricolore）著稱，最早出現在法國大革命時期，顔色取自當時法國國徽（紅和藍），再加上法國王室的顔色白色。其中藍色是聖馬丁長袍的顔色，白色紀念民族英雄聖女貞德，紅色則是聖但尼軍旗的顔色。最早的三色旗色彩的排列與今天不同，紅色在左，不過後來有過調整。
1794年2月15日，旗幟最終被確定爲法蘭西第一共和國的國旗。
波旁王朝復辟時，三色旗曾經被廢除，而用王室的鳶尾花旗。然而1830年法國七月革命後，三色旗再度成爲法國的國旗，使用至今。法國國旗是世界上最重要的國旗之一，三色旗代表的價值和意義對後來世界各國國旗的發展都有重要影響。

## 國旗規格
1976年–2020年間法国三色旗官方正式的颜色标准是：
| 标准          | 蓝          | 白          | 红          |
| ------------- | ----------- | ----------- | ----------- |
| Pantone       | 072 C       |             | 485 C       |
| CMYK          | 100.90.20.7 | 0.0.0.0     | 0.100.100.0 |
| RGB           | 0-0-145     | 255-255-255 | 225-0-15    |
| 网页色彩      | #000091     | #FFFFFF     | #E1000F     |
| 自然色（NCS） | S 2565 R80B | N/A         | S 0580 Y80R |

这种标准被1974年至1981年期间执政的法国总统德斯坦（Valéry Giscard d'Estaing）批准采用，以替换早先颜色较暗的三色旗版本。2020年，法國總統馬克宏在未告知公眾的情況下，把國旗中的鈷藍色（深藍色的漸變色之一）改回色澤更深的海軍藍，這一變動直到2021年11月才被新聞媒體發現。

鈷藍色版本和海軍藍版本的對比

现在，除了在海军中使用的三色旗是方形的外，其他场合使用的三色旗的长宽比都是2:3。长期以来，旗子中的三条色彩条纹不是严格相等的，蓝/白/红三色的宽度比是30：33：37，和早期法国革命时的巴黎市市旗的比例一致。这样来划分比例是有道理的。最初的法国国旗是按蓝、白、红三色同样宽窄的尺寸做成的。后来发现，由于中间的白色较两旁颜色明亮，使人眼产生一种错觉，看上去总觉得两旁的红色带没有蓝色带宽。后来，为了克服这种错觉，才把蓝色条带缩窄，把红色条带加宽，直到人眼看上去非常自然、匀称，从而成为今天的比例。可是法国革命后于1853年5月17日左右，这面旗又被拿破仑三世下令改为相等宽度，但海军军旗没有改动，继续使用 30:33:37 比例的三色旗至今。

## 歷代國旗

自由法国时期的洛林红十字三色旗

据说，三色旗的起源来自于1789年7月法国革命期间革命军所戴的帽章。该帽章由革命军总司令拉法叶侯爵（Marquis de Lafayette）设计，它采用的颜色借鉴了巴黎市市徽的红色和蓝色，原本只有红蓝两色，后来拉法叶加入代表王室的白颜色，寓意是期望人民与王室携手合作，建立一个自由平等的新国家。1789年后，巴黎的颜色不再被使用；原因可能是拉法叶当时采用了美国独立战争旗子的颜色（蓝，红和白色）。大多数的历史学家和旗帜学家，包括法国的那些学家，同意现在这种最终的说法，虽然这来源于传说。
最初，红色在旗杆的一侧，蓝色在外侧。后来为了避免与海军的军旗混同，在法兰西第一共和国期间的1794年2月15日，旗杆一侧被换成蓝色，红色被移到外侧，并正式地被采用为法国的国旗，同年5月20日开始启用。起初，它的采用并未受到广泛欢迎，那时的海军正继续在君主政体的白色旗之下作战，同时威胁要叛变。这种式样的三色旗并不是最早出现的，举例来说，1791年时的军队和1789年后的国卫队就曾把它作为军旗。拿破仑的意大利军团战旗使用旗角是红蓝双色菱形，中心绘有金fasces lictoriae（前罗马共和国的徽章）的白色旗。垂直的旗子在1812年被军队采用了，以替换早先中央绘有白色十字架的红蓝两色旗。
1815年波旁王朝復辟后，三色旗被革命前使用过的王室的丁香花（fleur-de-lis）白色旗代替。然而1830年革命，路易-菲利普（Louis-Philippe）国王登上王位后，再一次指定三色旗为国旗，一直持续至今。
1848年革命时期的旗子以在三色旗上绘有洛林红十字为特色。它被支持新的法兰西第二共和国政府的激进分子升起。

### 國旗

法蘭西王國 14世纪至16世纪
法蘭西王國 17世纪早期至1789年
法蘭西王國 17世纪早期至1769年
法蘭西王國 1770年-1792年
法蘭西第一共和國 1792年-1794年
法蘭西第一共和國 1794年-1804年
法蘭西第一帝國 1804年-1815年
法蘭西王國 1814年-1830年
法蘭西王國 1830年-1848年
法蘭西第二共和國 1848年-1852年
法蘭西第二帝國 1852年-1870年
法蘭西第三共和國 1870年-1940年
維希法國 1940年-1944年
自由法國 1940年-1944年
法蘭西共和國臨時政府 1944年-1946年
法蘭西第四共和國 1946-1958年
法蘭西第五共和國 1958年-1976年
法蘭西第五共和國 1976年-2020年
法蘭西第五共和國 2020年起

### 歷史元首旗幟

法蘭西王國皇家旗 17世纪早期至1789年
法蘭西第二帝國皇帝旗（1852年-1870年）
维希法國时期貝當的個人旗（1940年-1944年）
法國总统戴高乐的個人旗（1959年-1969年）

### 殖民地

路易斯安纳州（1861年1月）
法屬黎巴嫩託管地1920年-1943年
法屬波里尼西亞保護國（1843年到1880年）
里馬塔拉王國（1891年-1900年）
雷亞特王國(1880年-1888年)
塔希提島保護國1842年至1843年
里馬塔拉的法國保護國
魯魯圖王國（1889年-1900年）
大溪地始建於1880年旗幟
法属苏丹
1860年到1896年的乌韦阿王国国旗
法属马达加斯加保护国
法属印度支那
泰族自治區
南印度支那上游地區
法属摩洛哥
法属突尼斯1881年－1956年
老撾保護國1893年－1954年
法属圭亚那
法属大马士革国国旗
法属阿勒颇国国旗
法属德鲁兹国国旗
法属阿拉维国国旗
琅勃拉邦王国
法属叙利亚托管地（1920年-1922年）
叙利亚联邦（1922年-1932年）
法屬赤道非洲（1958年-1959年）
加蓬國旗（1959年-1960年）
多哥國旗（1957年-1958年）
法國殖民地法國總督旗幟

### 附属国

羅馬共和國 1798年
帕特诺珀共和国 1799年

### 现存的相关旗帜

阿卡迪亞
克利夫蘭
法屬波利尼西亞
魁北克
新奧爾良
法屬圭亞那
圣巴泰勒米島
新法蘭西
瓦利斯和富图纳群岛
艾奥瓦州州旗
法属南部领地
尼加拉瓜馬德里斯省旗帜